# Alessandro Fabian
Alessandro Fabian (Padua, 7 de enero de 1988) es un deportista italiano que compitió en triatlón.
Ganó cinco medallas en el Campeonato Europeo de Triatlón entre los años 2010 y 2014. Además, obtuvo una medalla de bronce en el Campeonato Europeo de Ironman 70.3 de 2023.

## Palmarés internacional
| Campeonato Europeo | Campeonato Europeo  | Campeonato Europeo | Campeonato Europeo |
| Año                | Lugar               | Medalla            | Prueba             |
| ------------------ | ------------------- | ------------------ | ------------------ |
| 2010               | Athlone (Irlanda)   | Medalla de plata   | Relevo mixto       |
| 2011               | Pontevedra (España) | Medalla de bronce  | Relevo mixto       |
| 2013               | Alanya (Turquía)    | Medalla de plata   | Individual         |
| 2013               | Alanya (Turquía)    | Medalla de bronce  | Relevo mixto       |
| 2014               | Kitzbühel (Austria) | Medalla de oro     | Relevo mixto       |

| Campeonato Europeo | Campeonato Europeo | Campeonato Europeo | Campeonato Europeo |
| Año                | Lugar              | Medalla            | Prueba             |
| ------------------ | ------------------ | ------------------ | ------------------ |
| 2023               | Tallin (Estonia)   | Medalla de bronce  | Individual         |